# Darby & Tarlton
Darby & Tarlton est l'alliance, au début des années 1920, du chanteur-guitariste Tom Darby (1891-1971) et du chanteur et steel guitariste Jimmie Tarlton (1892-1979).

## Discographie originale

### Darby and Tarlton
| Matrice | Titre                                 | Référence         | Date d'enregistrement |
| ------- | ------------------------------------- | ----------------- | --------------------- |
| 143902  | "Down In Florida On a Hog"            | Columbia 15197-D  | 5 avril 1927          |
| 143903  | "Birmingham Town"                     | Columbia 15197-D  | 5 avril 1927          |
| 145202  | "Birmingham Jail"                     | Columbia 15212-D  | 10 novembre 1927      |
| 145203  | "Columbus Stockade Blues"             | Columbia 15212-D  | 10 novembre 1927      |
| 145204  | "Gamblin' Jim"                        | Columbia 15684-D  | 10 novembre 1927      |
| 145205  | "Lonesome In the Pines"               | Columbia 15684-D  | 10 novembre 1927      |
| 146042  | "After the Ball"                      | Columbia 15254-D  | 12 avril 1928         |
| 146043  | "I Can't Tell You Why I Love You"     | Columbia 15254-D  | 12 avril 1928         |
| 146044  | "Irish Police"                        | Columbia 15293-D  | 12 avril 1928         |
| 146045  | "The Hobo Tramp"                      | Columbia 15293-D  | 12 avril 1928         |
| 146046  | "Alto Waltz"                          | Columbia 15319-D  | 12 avril 1928         |
| 146047  | "Sleeping In the Manger"              | Columbia unissued | 12 avril 1928         |
| 146048  | "Daddy Won't Have No Easy Rider Here" | Columbia unissued | 12 avril 1928         |
| 146049  | "Mexican Rag"                         | Columbia 15319-D  | 12 avril 1928         |
| 147358  | "Birmingham Jail no.2"                | Columbia 15375-D  | 31 octobre 1928       |
| 147359  | "The Rainbow Division"                | Columbia 15360-D  | 31 octobre 1928       |
| 147360  | "Country Girl Valley"                 | Columbia 15360-D  | 31 octobre 1928       |
| 147361  | "Lonesome Railroad"                   | Columbia 15375-D  | 31 octobre, 1928      |
| 147366  | "If You Ever Learn To Love Me"        | Columbia 15388-D  | 31 octobre 1928       |
| 147367  | "If I Had Listened To My Mother"      | Columbia 15388-D  | 31 octobre 1928       |
| 147368  | "Traveling Yodel Blues"               | Columbia 15330-D  | 31 octobre 1928       |
| 147369  | "Heavy Hearted Blues"                 | Columbia 15330-D  | 31 octobre 1928       |
| 148293  | "The New York Hobo"                   | Columbia 15452-D  | 15 avril 1929         |
| 148294  | "All Bound Down In Texas"             | Columbia 15477-D  | 15 avril 1929         |
| 148295  | "Touring Yodel Blues"                 | Columbia 15419-D  | 15 avril 1929         |
| 148296  | "Slow Wicked Blues"                   | Columbia 15419-D  | 15 avril 1929         |
| 148297  | "Black Jack Moonshine"                | Columbia 15452-D  | 15 avril 1929         |
| 148298  | "Ain't Gonna Marry No More"           | Columbia 15477-D  | 15 avril, 1929        |
| 148303  | "Down In the Old Cherry Orchard"      | Columbia 15403-D  | 15 avril 1929         |
| 148304  | "Where the Bluebirds Nest Again"      | Columbia 15403-D  | 15 avril 1929         |
| 148305  | "Beggar Joe"                          | Columbia 15624-D  | 15 avril 1929         |
| 148306  | "When You're Far Away From Home"      | Columbia 15624-D  | 15 avril 1929         |
| 148307  | "Birmingham Rag"                      | Columbia 15436-D  | 15 avril 1929         |
| 148308  | "Sweet Sarah Blues"                   | Columbia 15436-D  | 15 avril 1929         |
| 149308  | "Where the River Shannon Flows"       | Columbia unissued | 31 octobre 1929       |
| 149309  | "Little Bessie"                       | Columbia 15492-D  | 31 octobre 1929       |
| 149310  | "I Left Her At the River"             | Columbia 15492-D  | 31 octobre 1929       |
| 149311  | "Jack and May"                        | Columbia 15528-D  | 31 octobre 1929       |
| 149312  | "Captain Won't You Let Me Go Home"    | Columbia 15528-D  | 31 octobre 1929       |
| 149313  | "The Blue and the Grey"               | Columbia unissued | 31 octobre 1929       |
| 149322  | "Going Back To My Texas Home"         | Columbia 15715-D  | 31 octobre 1929       |
| 149323  | "The Whistling Songbird"              | Columbia 15511-D  | 31 octobre 1929       |
| 149324  | "Freight Train Ramble"                | Columbia 15511-D  | 31 octobre 1929       |
| 149325  | "Lonesome Frisco Line"                | Columbia unissued | 31 octobre 1929       |
| 149326  | "Down Among the Sugar Cane"           | Columbia 15715-D  | 31 octobre 1929       |
| 149327  | "What Is Home Without Love"           | Columbia unissued | 31 octobre 1929       |
| 150247  | "The Black Sheep"                     | Columbia 15674-D  | 16 avril 1930         |
| 150248  | "Little Ola"                          | Columbia 15591-D  | 16 avril 1930         |
| 150249  | "Once I Had a Sweetheart"             | Columbia 15674-D  | 16 avril 1930         |
| 150250  | "The Maple On the Hill"               | Columbia 15591-D  | 16 avril 1930         |
| 150251  | "My Father Died a Drunkard"           | Columbia 15552-D  | 16 avril 1930         |
| 150252  | "Frankie Dean"                        | Columbia 15701-D  | 16 avril 1930         |
| 150263  | "Pork Chops"                          | Columbia 15611-D  | 17 avril 1930         |
| 150264  | "On the Banks of a Lonely River"      | Columbia 15572-D  | 17 avril 1930         |
| 150265  | "Faithless Husband"                   | Columbia 15552-D  | 17 avril 1930         |
| 150266  | "Hard Time Blues"                     | Columbia 15611-D  | 17 avril 1930         |
| 150267  | "Rising Sun Blues"                    | Columbia 15701-D  | 17 avril 1930         |
| 150268  | "My Little Blue Heaven"               | Columbia 15572-D  | 17 avril 1930         |
| 71627   | "Thirteen Years In Kilbie Prison"     | Victor 23680      | 28 février 1932       |
| 71628   | "Once I Had a Fortune"                | Victor 23680      | 29 février 1932       |
| 13432   | "Let's Be Friends Again"              | (ARC) Ba 32810    | 7 juin 1933           |
| 13433   | "I Long For the Pines"                | ARC unissued      | 7 juin 1933           |
| 13437   | "Black Sheep"                         | ARC unissued      | 7 juin 1933           |

### Jimmie Tarlton
| Matrice | Titre                              | Référence         | Date d'enregistrement |
| ------- | ---------------------------------- | ----------------- | --------------------- |
| 151000  | "Careless Love"                    | Columbia 15651-D  | 3 décembre 1930       |
| 151001  | "By the Old Oaken Bucket Louise"   | Columbia 15763-D  | 3 décembre 1930       |
| 151002  | "Lowe Bonnie"                      | Columbia 15763-D  | 3 décembre 1930       |
| 151003  | "After the Sinking of the Titanic" | Columbia unissued | 3 décembre 1930       |
| 151004  | "New Birmingham Jail"              | Columbia 15629-D  | 3 décembre 1930       |
| 151005  | "Roy Dixon"                        | Columbia 15629-D  | 3 décembre 1930       |
| 151010  | "Moonshine Blues"                  | Columbia 15651-D  | 4 décembre 1930       |
| 151011  | "Over the Hills Maggie"            | Columbia unissued | 4 décembre 1930       |
| 71629   | "Dixie Mail"                       | Victor 23665      | 29 février 1932       |
| 71630   | "The Weaver's Blues"               | Victor 23700      | 29 février 1932       |
| 71631   | "Sweetheart of My Dreams"          | Victor 23665      | 29 février 1932       |
| 71632   | "Ooze Up To Me"                    | Victor 23700      | 29 février 1932       |
| 13434   | "Hitch Hike Bums"                  | ARC unissued      | 7 juin 1933           |
| 13435   | "By the Old Oaken Bucket Louise"   | (ARC) Ba 32810    | 7 juin 1933           |
| 13436   | "Baby I Can't Use You"             | ARC unissued      | 7 juin 1933           |

### The Georgia Wildcats
| Matrice | Titre                                       | Référence       | Date d'enregistrement |
| ------- | ------------------------------------------- | --------------- | --------------------- |
| 69365   | "She's Waiting For Me (Fort Benning Blues)" | Victor 23640    | 27 mai 1931           |
| 69378   | "The Bootlegger Song"                       | Victor unissued | 29 mai 1931           |
| 69379   | "The Monkey Song"                           | Victor unissued | 29 mai 1931           |
| 69380   | "Goin' Down That Lonesome Frisco Line"      | Victor 23640    | 29 mai 1931           |
| 69398   | "Broke Man Blues"                           | Victor unissued | 30 mai 1931           |
| 69399   | "High Sheriff From Georgia"                 | Victor unissued | 30 mai 1931           |